# Goldswil-Viadukt
Das Goldswil-Viadukt dient als Zubringer für die Autobahn A8 in Interlaken und verbindet sie mit der nördlich des Brienzersees verlaufenden Hauptstrasse H6/H11 bei Goldswil im Kanton Bern, Schweiz. Das für den Individualverkehr genutzte Viadukt überquert die Aare sowie Bahngleise beim Bahnhof Interlaken Ost.

## Geschichte

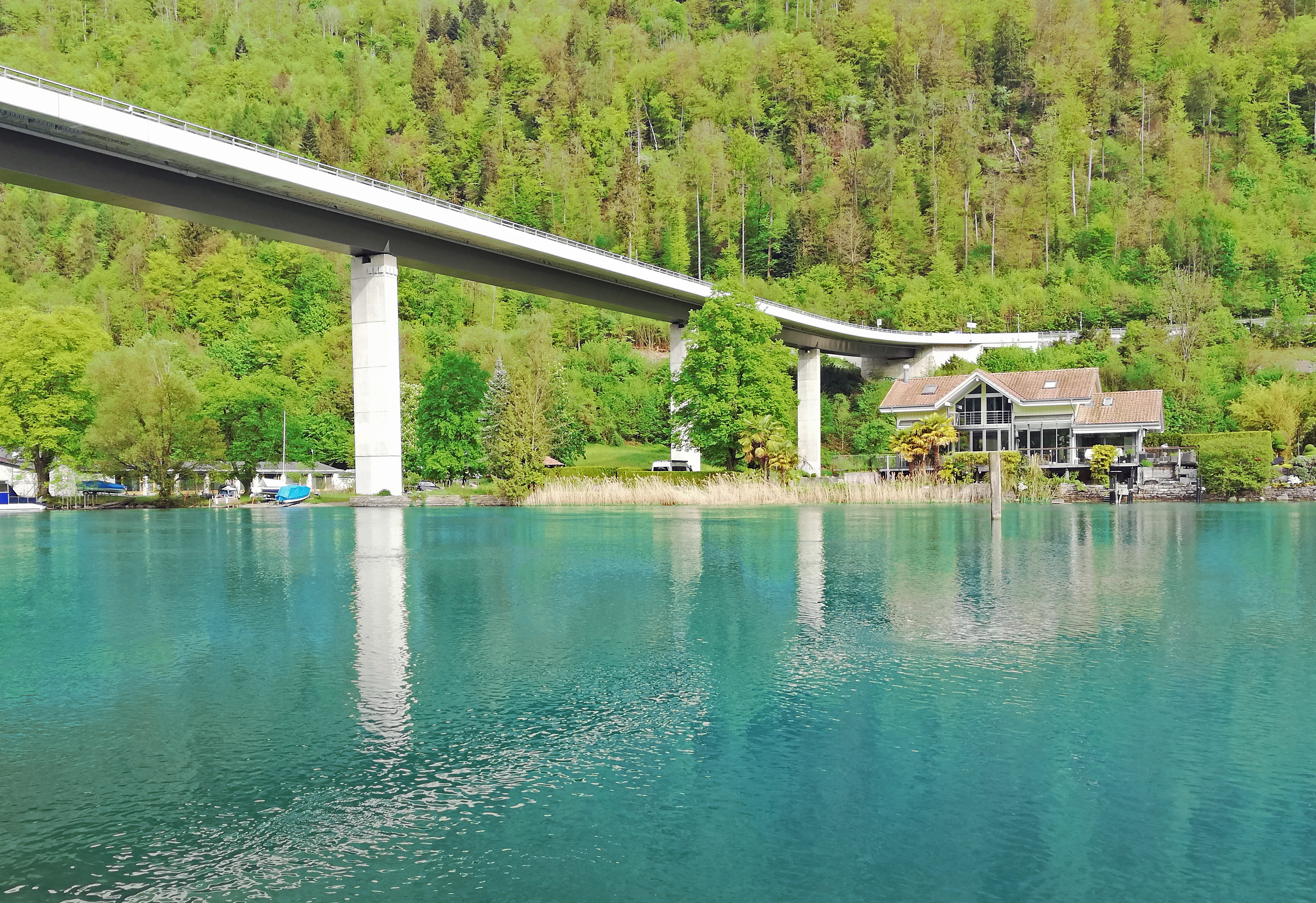
Das Goldswil-Viadukt vom Ufer der Aare aus gesehen in Richtung Hardergrat.

In den 1950er-Jahren begann der Bund mit der Planung für ein Nationalstrassennetz, das auch den Ausbau einer Voralpen-Verbindung vom Berner Oberland bis in die Innerschweiz vorsah. Für das knapp 5,1 km lange N8-Teilstück zwischen dem Thuner- und Brienzersee inklusive des Viadukts als Zubringer wurde 1964 ein erstes generelles Projekt vorgelegt, welches jedoch sogar von Vertretern der Tourismus-Organisationen abgelehnt wurde, die eine Auslagerung des Verkehrs aus dem Zentrum von Interlaken grundsätzlich befürworteten. Einem angepassten, 1974 aufgelegten Ausführungsprojekt des Ingenieurbüros Bächtold, Bern wurde schliesslich zugestimmt, jedoch nur durch die Gemeinde Interlaken. Im November desselben Jahres war die Umfahrung mit dem 780 Meter langen Rugentunnel bis zu der in der Mitte der Aare verlaufenden Gemeindegrenze genehmigt und im Bau. Einsprachen durch die Gemeinde Ringgenberg, zu der Goldswil politisch gehört, konnten sich also nur noch gegen den Bau desjenigen Teils des Viadukts richten, der auf ihrem Gemeindegebiet geplant war, sowie eine Umfahrungsstrasse, die nördlich des Dorfes in Richtung Brienz gebaut werden sollte. Wäre das ursprüngliche Projekt realisiert worden, hätte man in Goldswil einige Häuser abreissen müssen, und das Viadukt wäre nun auf einer Länge von 920 m und einer Höhe von bis zu 50 m in einem geschwungenen Bogen direkt bis zum Dorfeingang geführt worden.
Zwar konnten die Gegner des Viadukts den Bau nicht verhindern, jedoch wurde das Projekt dahingehend angepasst, dass das Viadukt – welches selbst nicht Teil des Nationalstrassennetzes ist – unterhalb des Dorfes mit der nördlich des Brienzersees verlaufenden Hauptstrasse 6/11 verbunden wird. Durch die direktere Linie reduzierte sich die Länge des Viadukts auf 530 m und die maximale Höhe auf 40 m. Des Weiteren wurde die rechtsufrige Umfahrungsstrasse nicht realisiert. Der Bau des Viadukts erfolgte schliesslich von 1981 bis 1983. Die Planungs-, Projektierungs- und Bauphase des gesamten N8-Teilstücks nahm somit rund 10 Jahre in Anspruch. Die Kosten für alle Anlagen im Raum Interlaken beliefen sich auf 104 Millionen Franken, wovon knapp 15 Millionen allein für das Viadukt aufgewendet wurden.

### Argumente der Gegner
Widerstand gegen das Projekt regte sich in erster Linie in den Gemeinden entlang dem rechten Brienzerseeufer: in Niederried, Oberried, Brienz und insbesondere in der Einwohner- und Burgergemeinde Ringgenberg-Goldswil. Diesen Ortschaften erschloss sich aus dem Bau des Viadukts kein direkter Nutzen. Die Argumentation: Die tatsächlich notwendige Verkehrsberuhigung auf der H6/H11 zwischen Goldswil und Brienz werde durch die Eröffnung der N8 auf der gegenüberliegenden linken Seeseite erzielt, und die Nationalstrasse lasse sich von Verkehrsteilnehmern aus Richtung Goldswil auch via Beaurivage-Brücke erreichen. Damit sei das «Goldswil-Viadukt» nicht mehr verhältnismässig. Die Sanierung der bestehenden rechten Brienzerseestrasse sei dem Bau einer Umfahrungsstrasse vorzuziehen. Kritisiert wurde in diesem Zusammenhang auch der Verlust von Bauland. Es wurden ausserdem Befürchtungen geäussert, dass das Bauwerk das Erholungsgebiet an der Aare zerstöre, die für den Tourismus wichtige Landwirtschaft beeinträchtige und dass Goldswil durch die Verbauung einen wesentlichen Teil seiner Wohnattraktivität einbüsse. Ablehnung erfuhr das Projekt zudem vom Verein zum Schutze der Aarelandschaft bei Interlaken sowie dem Berner Heimatschutz.

### Argumente der Befürworter
Die Planer waren ihrerseits überzeugt, dass die Inbetriebnahme der N8 angesichts der prognostizierten Zunahme des Individualverkehrs keine wesentliche Entlastung der rechtsufrigen Strasse garantiere. Eine Studie habe ausserdem gezeigt, dass das Viadukt mit der (schliesslich nicht realisierten) Goldswiler Umfahrungsstrasse die Lärmemissionen im Dorf vermindern würde. Das ausschlaggebende Argument der Befürworter widerspiegelt sich in der Stellungnahme des Bundesrats auf eine ihm vorgelegte Anfrage. Darin wurde festgehalten, dass ohne das Viadukt als Zubringer die vierspurige Umfahrung Interlaken ihren Zweck – die Verkehrsentlastung des Fremdenkurorts Interlaken – nicht erfüllen könne. In der Folge lehnte man alle Einsprachen und Einwände von Anwohnern ab, und Anfang August 1979 wurde schliesslich öffentlich kommuniziert, dass das Eidgenössische Departement des Innern (EDI) das Ausführungsprojekt für das Viadukt bewilligt habe.

## Konstruktion

Längsschnitt des Goldswil-Viadukts

Beim Goldswil-Viadukt handelt es sich um eine Stahlverbundbrücke mit Hohlkastenüberbau (alternativ stand zu Beginn auch eine Spannbetonbrücke zur Diskussion). Gewählt wurde diese Konstruktionsweise, weil sie sich durch ihre grosse Schlankheit und Leichtigkeit weniger störend auf das Landschaftsbild auswirkt, der Zugang zu den Pfeilerfüssen praktisch nur während der Erstellung des Unterbaus notwendig war und sich der Stahlkasten einschieben liess, ohne dass dabei der Bahn- oder Schifffahrtsbetrieb beeinträchtigt wurde. Im Grundriss verläuft das Viadukt vom südlichen Ende zunächst in einem Kreisbogen von 680 m Radius bis zum Pfeiler 4, dann klothoidenförmig bis zur Aare (Pfeiler 6), gefolgt von einer Geraden bis Pfeiler 9, und von dort aus in einer klothoidenförmigen Trompete bis zum nördlichen Ende.

### Unterbau
In Interlaken wurde für die Auffahrt auf das Viadukt ein Damm erbaut, auf dem das Widerlager Süd auf einer Flachfundation abgestellt wurde. Das Widerlager Nord wurde am steil abfallenden Hang des Harders (siehe auch Harder Kulm) auf Felsen errichtet und ist der feste Punkt des Bauwerks. Es dient auch als Unterführung des Eyenwegs.
Für die Pfeilerfundamente bedurfte es einer Pfahlgründung, wobei fünf Pfeiler auf schwimmenden Ramminjektionspfählen stehen, bei dreien wählte man zur Vermeidung von Lärm und Erschütterungen Bohrpfähle. Der 9. Pfeiler steht auf felsigem Grund. Die Pfahlgründung erfolgte von Mai bis Oktober 1981. Insgesamt benötigte man rund fünfzig Pfähle mit einem Durchmesser von 90 cm und einer Gesamtlänge von 1'200 m, für die Pfahlbankette benötigte man 650 m3 Beton und 70 t Armierung.
Die neun Stützpfeiler des Viadukts bestehen aus einem flach sechseckigen Hohlkastenprofil, sind zwischen 6 und 26 m hoch, messen in der Querachse 3,5 m und in der Längsachse zwischen 1,6 und 2 m (abhängig von der Pfeilerhöhe). Die kleinste Stützweite misst 30,683 m, die längste (zwischen den Pfeilern 6 und 7, welche die Aare flankieren) exakt 81 m.

### Oberbau

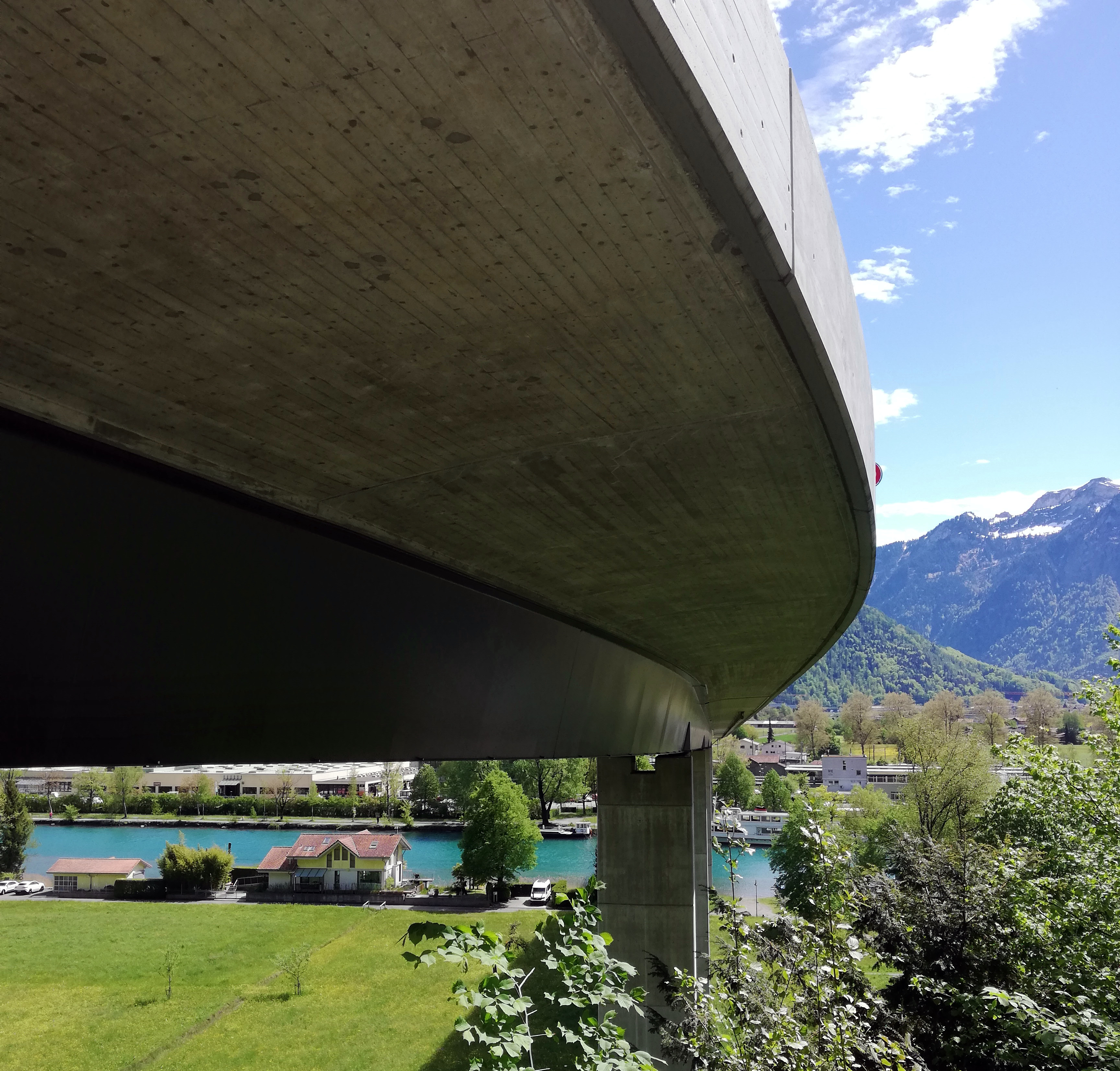
Oberbau des Goldswil-Viadukts mit Fahrbahnplatte und Hohlkasten von unten gesehen.

Ein trapezförmiger Stahlkasten und eine 11 m breite Betonfahrbahnplatte bilden den Oberbau. Bei der Herstellung des Stahlkastens wurden 1'200 t Stahlbleche verarbeitet, mit variierender Stärke von 12 bis 100 mm. Das grösste Element (in einer Werkhalle vorgefertigt) war 28 m lang und 39,8 t schwer, das schwerste Element wog 53 t, war jedoch nur 18 m lang. Die einzelnen Elemente transportierte man auf der Strasse, eskortiert von der Polizei. Das Einschieben des Stahlkastens funktionierte grösstenteils analog zum Taktschiebeverfahren im Spannbetonbau und erfolgte in 5 Phasen zwischen November 1981 und Juli 1982.
In der ersten Phase wurde der 99 m lange erste Schuss vom Widerlager Süd bis über den Pfeiler P2 um 89 m vorgeschoben. Da bergseitig kein anderer Montageplatz für die zuletzt geplante Einschiebephase vorhanden war, musste die Fahrbahnplatte in diesem Bereich frühzeitig erstellt werden. Also montierte man in der zweiten Phase die Elemente der Trompete Nord, und zwar vom Boden aus mit einem Kran. Diesen nutzte man im selben Zeitraum, um ein Element auf den Pfeiler P4 (inkl. Hilfspfeiler) zu heben. Das brachte unter anderem den Vorteil, dass das schwerste und zuvorderstliegende Stahlkastenelement des vierten Feldes nicht über die grosse Spannweite des Bahnareals eingeschoben werden musste. In der dritten Phase wurden der 2. Schuss zusammen mit dem 1. um weitere 95,6 m über die Geleise bis P4 geschoben und nach dem Absenken mit dem zuvor platzierten Element verschweisst. Das Einschieben über das Bahnareal erfolgte bei Tag, über unter Spannung stehenden Fahrleitungen. In der vierten Phase kam erneut ein Kran zum Einsatz, um die Elemente im Bereich der Klothoide vom Boden her zu montieren. Die entsprechenden Elemente wurden vorgängig am Boden zusammengeschweisst, wobei das Teilstück zwischen P5 und P6 53 m lang war und 110 t wog. Schliesslich wurde zwischen dem Widerlager Nord und Pfeiler 9 die Fahrbahnplatte betoniert. Darauf wurden in der Phase 5 die Elemente zusammengeschweisst, welche von Norden her eingeschoben werden mussten (in Zahlen: vier Schüsse, 177,7 m, 361 t).
Die Fahrbahnplatte besteht aus Ortbeton und ist auf der gesamten Länge quer- und längsvorgespannt. Die beidseitig schlaff bewehrten Leitmauern wurden vor Ort betoniert. Die Leitmauern bestehen aus Elementen von 6 m Länge.

## Geologie
Das Viadukt wurde auf eher schwierigem Baugrund errichtet (hoher Grundwasserpegel, schlechte Tragfähigkeit), dem sogenannten Bödeli, welches den Thuner- und Brienzersee voneinander trennt. Dabei handelt es sich um eine Schwemm- respektive eine Aufschüttungsebene, welche durch das Geschiebe verschiedener Bergbäche entstand. Nach der letzten Eiszeit befand sich an dieser Stelle ein einziger grosser See.
Bei einer geotechnischen Voruntersuchung wurden 6 Rotationskernbohrungen entlang der geplanten Streckenführung des Viadukts vorgenommen. Die Bohrungen reichten teils bis in eine Tiefe von 58 m, wobei man mit Ausnahme des Areals Widerlager Nord nirgends auf felsigen Grund stiess. Der Boden erwies sich als siltig (Kies, Sand), mit locker bis mitteldichten Schichten. Deshalb kamen bei 5 der 9 Pfeiler schwimmende Ramminjektionspfähle zum Einsatz. Eine schwimmende (auch schwebende) Gründung ist bei gering tragfähigen Bodenschichten oft die einzige Alternative. Idealerweise werden Pfähle auf einer tragfähigen Schicht abgesetzt, wie dem Felshorizont. Ebenfalls möglich sind mitteldicht bis dicht gelagerte Sand- und Kiesschichten. Liegen tragfähigen Schichten jedoch wie in diesem Fall zu tief, dann müssten die Pfähle in einer Länge erstellt werden, die unwirtschaftlich wäre. Bei der schwimmenden Pfahlgründung werden die Pfähle bewusst nicht bis auf die tragfähige Schicht gesetzt. Dass es dabei nicht zu Bauwerksschäden kommt, liegt daran, dass die Last nicht nur über die Unterkante des Pfahls (Pfahlspitzendruck), sondern über die Mantelfläche des Pfahls (Mantelreibung) abgetragen wird. Die Summe von Mantelreibung und Spitzendruck muss dann ausreichen, um das Bauwerk sicher zu gründen.

## Sanierung

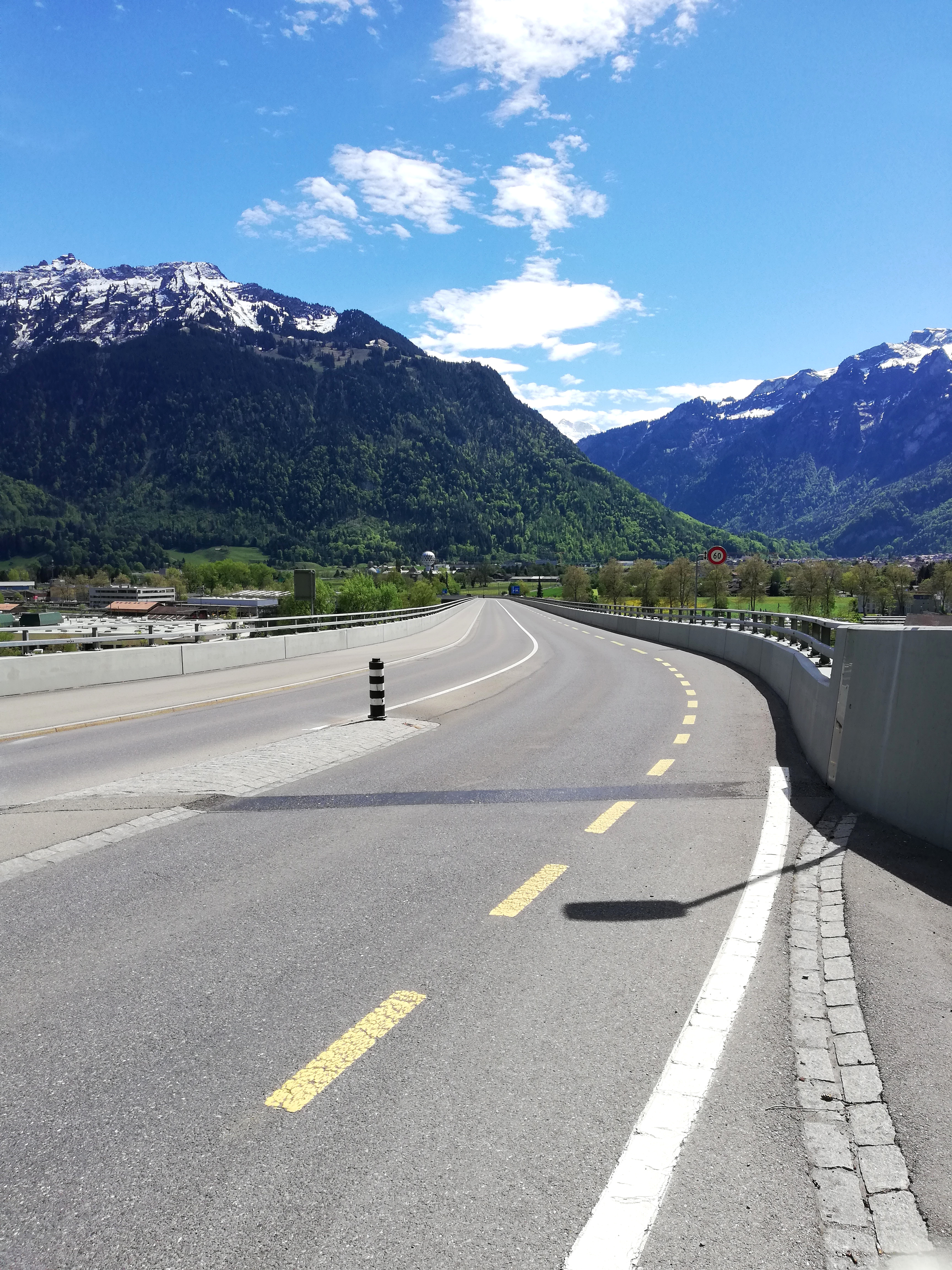
Fahrbahn des Goldswil-Viadukts nach der Sanierung (mit Radweg)

Weil 30 Jahre nach dem Bau Rost an der Tragkonstruktion festgestellt wurde und der Verkehrsraum den aktuellen Anforderungen angepasst werden sollte, veranlasste das Kantonale Tiefbauamt eine Sanierung des überdies mit Asbest und Schwermetallen belasteten Viadukts. Das Ingenieurbüro B+S AG aus Bern übernahm die Planung. Das Budget betrug zunächst 12,5, anschliessend 17,8 Mio. Schweizer Franken, wobei es sich beim Kantonsbeitrag von 7,5 Millionen Franken um eine gebundene Ausgabe handelte. An den Kosten sollten sich auch der Bund sowie die Gemeinden Interlaken und Ringgenberg-Goldswil beteiligen, um ergänzende Massnahmen für den Langsamverkehr umsetzen zu können. Da die Finanzkommission des Grossen Rats jedoch 2013 einen Verpflichtungskredit zurückwies, konnten diese nur teilweise umgesetzt werden.
Saniert wurde in drei Etappen zwischen Mai 2013 und Ende Juni 2016. Zu den erforderlichen Massnahmen gehörte die Instandsetzung der Betonfahrbahnplatte, die Erneuerung von Abdichtung und Belag, der Komplettersatz der Brückenentwässerung, die Betoninstandsetzung der Leitmauern mit Vorbeton (das Vorbetonieren ist bei Instandhaltungsarbeiten an Betonbauwerken eine Alternative zu Spritzbeton) und der kathodische Korrosionsschutz. Als separates Ausführungsprojekt geplant war der Austausch der Fahrbahnübergänge, Instandsetzung Korrosionsschutz Hohlkasten, mit abschliessender Betoninstandsetzung.
Die Arbeiten an der Fahrbahn und der Trasse Richtung Goldswil dauerten bis Ende November 2014 an, wobei man den bisherigen Fussgängerstreifen durch eine Verkehrsinsel ersetzte und den Gehweg verbreiterte, da dieser aufgrund des fehlenden Radwegs auch von Fahrradfahrern benutzt wurde. Ursprünglich geplant, aber aus finanziellen Gründen nicht realisiert: Von Interlaken aus muss der Langsamverkehr eine sehr steile Anschlussrampe bewältigen, um auf das Viadukt zu gelangen (Steigungswinkel von über 10 Prozent). Eine Änderung auf ein der Norm entsprechendes Gefälle von maximal 6 Prozent erfolgte somit nicht.
Von Anfang Februar bis Ende November 2015 wurden die Korrosionsschutz-Arbeiten unterhalb der Brücke vorgenommen. Zunächst musste dafür die bisher im Hohlkasten integrierte Entwässerungsleitung an die Aussenseite des Hohlkastens verlegt werden. Auf diese Weise konnte man undichte Stellen lokalisieren, aufgrund derer sich salzhaltiges Wasser im Stahlkasten ansammeln konnte und so zu Korrosion führte. Die Beschichtung des Hohlkastens wies zudem eine hohe Blei- und Chromhaltigkeit auf, was insbesondere wegen der darunter fliessenden Aare sowie der Anwohner bedenklich war. Die finalen Arbeiten wurden schliesslich zwischen März und Juni 2016 ausgeführt. Man versuchte, den Verkehr während den Sanierungsarbeiten so wenig wie möglich zu behindern. Dieser konnte 2013 noch doppelspurig und ungehindert über das Viadukt fahren (rund 6'500 Fahrzeuge täglich), zwischen März und Juli 2014 nur noch einspurig, wobei die Fahrzeuge teils über Interlaken umgeleitet werden mussten.

## Photovoltaik-Projekt
Im Dezember 2022 liess das Tiefbauamt des Kantons Bern eine Potentialanalyse zum Thema «Photovoltaik auf Strasseninfrastrukturen im Eigentum des Kantons Bern» erstellen. Ziel der Studie: die 9'483 in ihrer Datenbasis befindlichen Infrastrukturanlagen auf ihr Potential hin zu untersuchen und letztlich als Flächen für Photovoltaikanlagen (PV) zu nutzen. Dies unter der Voraussetzung, dass sich diese unter praxisrelevanten und wirtschaftlichen Gesichtspunkten dafür eignen. Die Datenanalyse ergab, dass 3'056 Objekte (32 %) das technische Potential für die Installation einer PV-Anlage besitzen: Lärmschutzwände (86 %), Stützmauern (13 %), Brücken (34 %), Tunnelportale (12 %), Kreisverkehrsflächen (94 %), tieferliegende Strassenabschnitte (80 %), aber auch Autobahnraststätten. Für technisch möglich erachtete man 1'355 Objekte. Für jedes potentielle Objekt wurden die Stromgestehungskosten und das PV-Potential (produzierbare Energiemenge und installierbare Leistung) abgeschätzt. Die geeignetsten 75 – zu denen auch das Goldswil-Viadukt zählt – wurden zunächst individuell gesichtet und im Anschluss in Form eines Business-Case detailliert analysiert.
Beim Goldswil-Viadukt bieten sich die seitlichen Betonflächen der Brüstung für eine Installation an, und die Montage ist beidseitig geplant. Die Brüstungen weisen eine Höhe von 1,25 m respektive 1,29 m und eine Gesamtfläche von 1'300 m2 auf (beidseitig je 650 m2). Analysiert wurden dabei zwei Varianten. Da das Viadukt durch besiedeltes Gebiet führt, wurde eine distanzierte Montage empfohlen, weil so laut Analyse eine Blendung von Anwohnerinnen und Anwohnern vermieden werden kann.
| Varianten der Photovoltaik-Installation | Varianten der Photovoltaik-Installation | Varianten der Photovoltaik-Installation |
| --- | --- | --- |
| 1. Variante: - eine flächenparallele Installation, welche die Montage eines PV-Standardmoduls mit rund 1,1 m Höhe zulassen würde (siehe Querschnitt-Skizze, Variante 1). - Anteil der nutzbaren Aussenfläche von 90 %. - Diese Art der Installation würde eine Leistung von 248 kWp erbringen und - einen Ertrag von 154'000 kWh/Jahr (Anteil Westseite: 84'000 kWh/Jahr). | Einfache Planskizze des Viadukts, auf der man einen Querschnitt der Fahrbahn mit den links- und rechtsseitigen Brüstungen sieht. Die Skizze visualisiert zwei mögliche Varianten einer geplanten Installation von Solarpanelen. | 2. Variante: - eine distanzierte (abgewinkelte) Installation, wie beispielsweise bei der Neuen Rheinbrücke Vaduz-Sevelen, bei der mehr PV-Elemente verbaut werden können (siehe Querschnitt-Skizze Variante 2). - Anteil der nutzbaren Aussenfläche 180 % (bezogen auf die seitliche Betonfläche), - Leistung 492 kWp und - ein Ertrag von 426'000 kWh/Jahr (Anteil Westseite: 228'000 kWh/Jahr). |

### Wirtschaftlichkeit

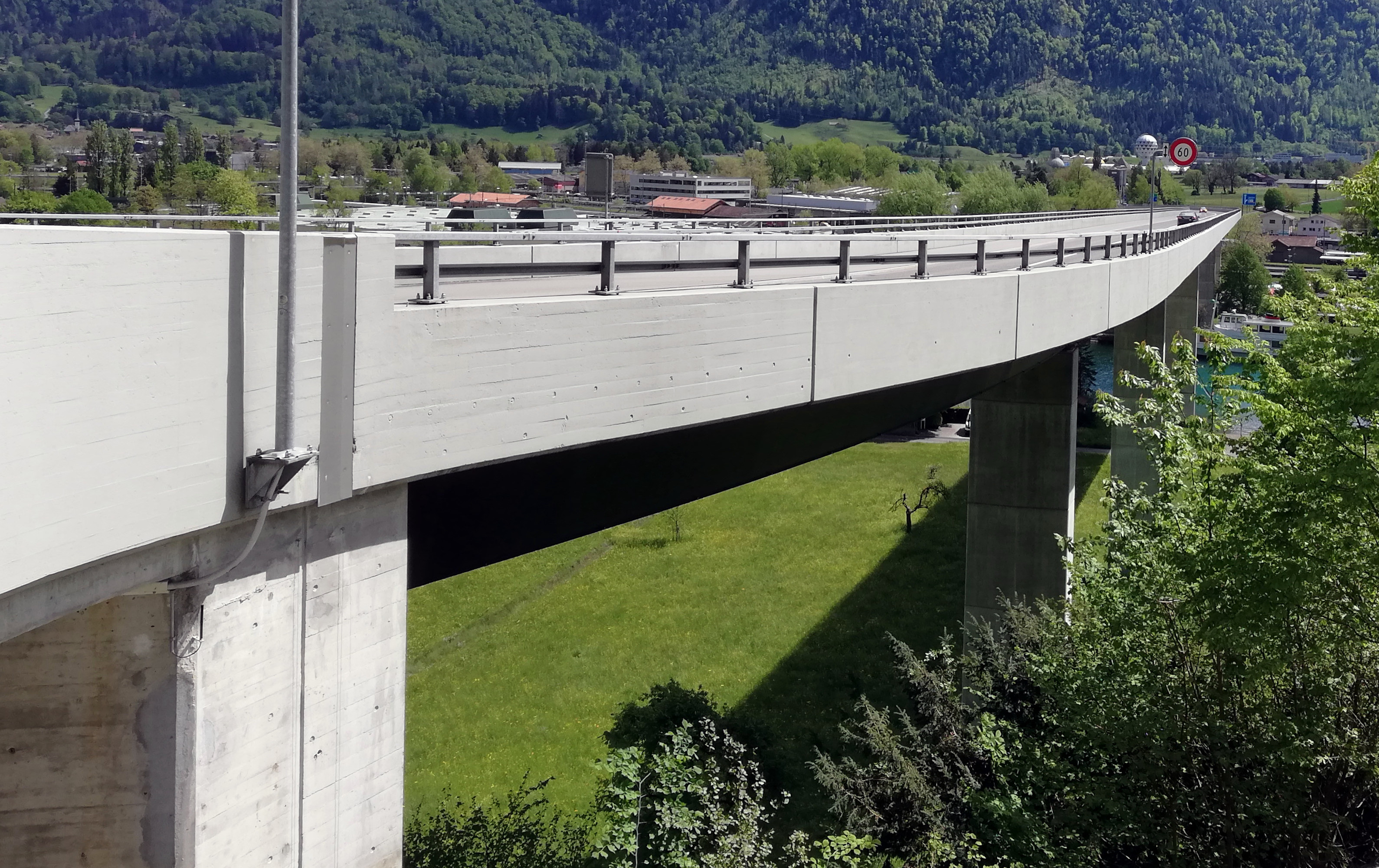
Blick auf die der Sonne ausgesetzte Westseite der Brüstung, an die die Solarpanele angebracht werden sollen

Die distanzierte Installation weist ein grösseres Solarstrompotential auf, und der Stromertrag ist durch den optimaleren Einstrahlungswinkel höher. Für die Berechnung der Wirtschaftlichkeit übernahm man allgemein definierte Rahmenbedingungen und berücksichtigte auch die Höhe der potentiellen Fördergelder. Aufgrund der einfacheren Montage der Module berechnete man für die Variante 1 Installationskosten von etwas mehr als einer halben Million Schweizer Franken und ging von Fördergeldern in der Höhe von rund 150'000 CHF aus. Bei der Variante 2 dürften die Installationskosten laut der Analyse fast doppelt so teuer ausfallen, sprich sie würden rund 1,1 Mio CHF kosten. Die möglichen Fördergelder bezifferte man auf rund 250'000 CHF. Die Zahlen basieren auf den wirtschaftlichen Gegebenheiten von 2022. Laut den Verantwortlichen dürften durch politische und wirtschaftliche Faktoren die Kosten bei einer zeitnahen Umsetzung um ±25 % variieren.
|                                 | Flächenparallele Installation | Distanzierte Installation |
| ------------------------------- | ----------------------------- | ------------------------- |
| Investitionskosten (CHF)        | 545'000                       | 1'081'000                 |
| davon Netzanschlusskosten (CHF) | 99'000                        | 197'000                   |
| Fördergelder (CHF)              | 149'000                       | 246'000                   |
| Energieproduktion (kWh/Jahr)    | 154'000                       | 426'000                   |
| IRR (%)                         | 5.0                           | 8.7                       |
| NPV (CHF)                       | 63'000                        | 681'000                   |
| Stromgestehungskosten (Rp/kWh)  | 18.3                          | 14.5                      |

### Umsetzung
Basierend auf dem am 1. Oktober 2022 auf Bundesebene in Kraft getretenen Artikel 45b des Energiegesetzes, sollen dafür geeignete Infrastrukturoberflächen des Bundes bis 2030 solaraktiv ausgerüstet werden. Dies als Teil der «Dringlichen Massnahmen zur kurzfristigen Bereitstellung einer sicheren Stromversorgung im Winter» und generell der Energiestrategie 2050. In diesem Zusammenhang entstand die PV-Potentialanalyse des Kantons Bern, der die kantonalen Infrastrukturoberflächen Dritten zur Verfügung stellen möchte. Auf dieser Grundlage gab es eine geografische Aufteilung des Kantons in 5 Lose, für welche das Tiefbauamt des Kantons Bern ein Bewerbungsverfahren durchführte. Von insgesamt 19 interessierten Firmen wurden zunächst zwei Konsortien aus den Kantonen Zürich und Basel ausgewählt. Dem Konsortium «Industrielle Werke Basel (IWB) / TNC Consulting AG» wurde das Los 5 (Berner Oberland) zugeteilt. Die geplante Gesamtleistung des Konsortiums beträgt knapp 1,8 Megawatt, die im Berner Oberland auf 18 Photovoltaikanlagen an Stützmauern und drei Anlagen an Brücken aufgeteilt werden soll (darunter das Goldswil-Viadukt). Die Planungsarbeiten für die ersten Solaranlagen können im April 2024 starten. Es wird davon ausgegangen, dass der Fahrbetrieb während einer möglichen Realisierung des Projekts aufrechterhalten werden könnte, indem man jeweils nur einen Fahrstreifen sperrt.

## Öffentlicher Verkehr

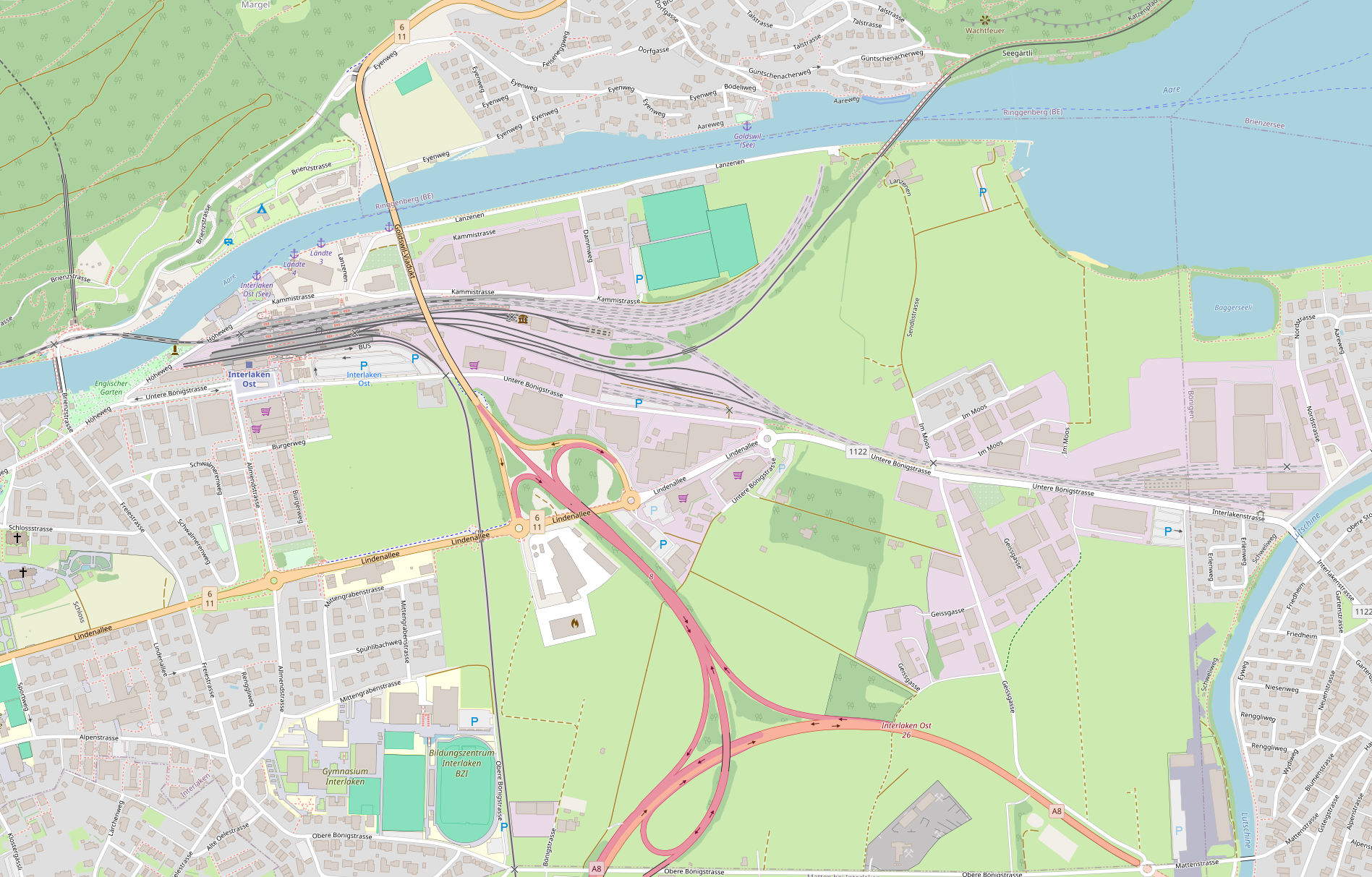
Karte mit Goldswil-Viadukt und Umfahrung Interlaken – Quelle: OpenStreetMap

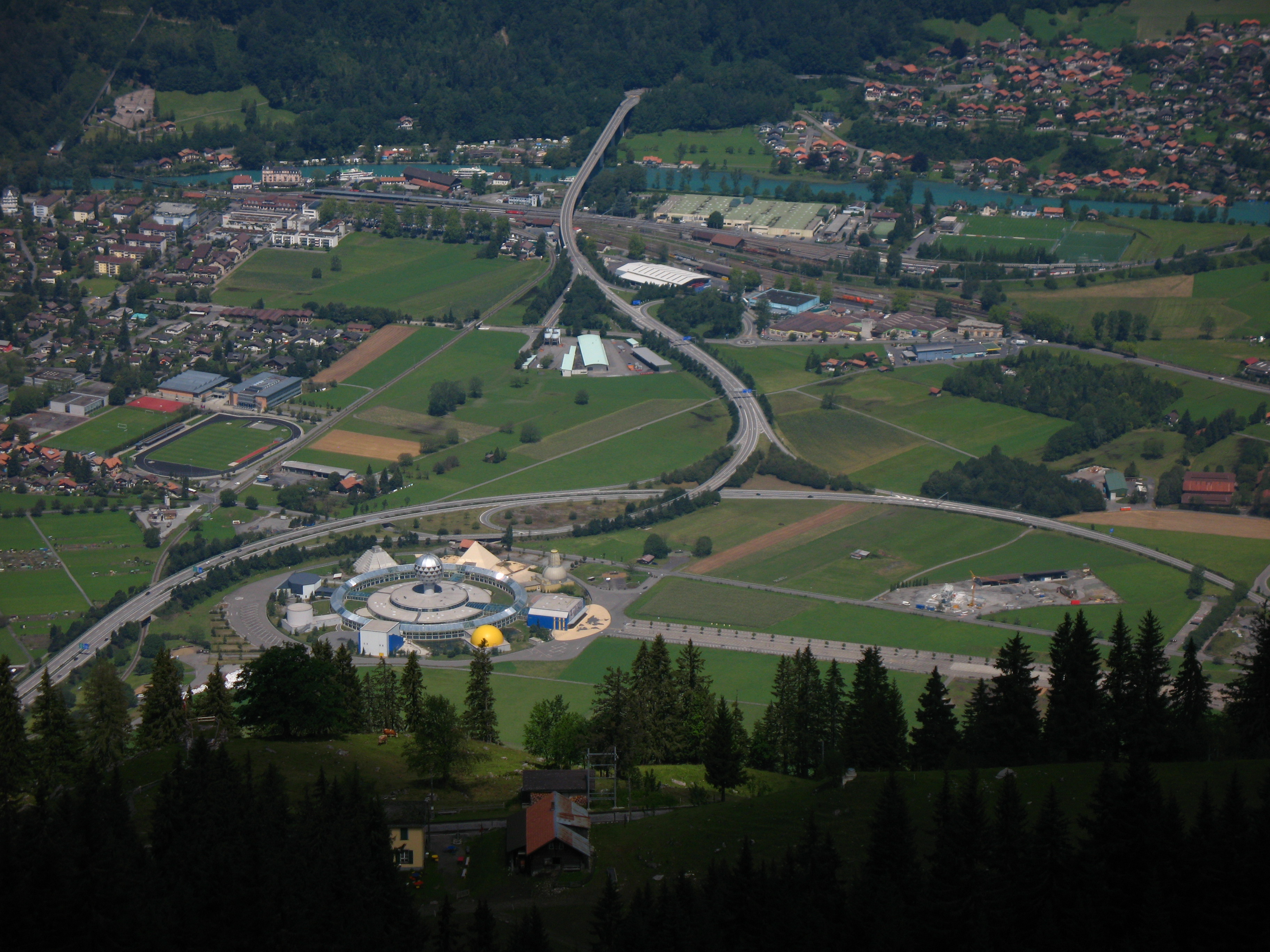
Bild mit Goldswil-Viadukt und Umfahrung Interlaken

Das Busliniennetz im Raum Interlaken wird von der PostAuto AG betrieben. Die Linie 102 verläuft vom Bahnhof Interlaken West via Bahnhof Interlaken Ost über das Goldswil-Viadukt bis nach Ringgenberg und der Endstation Niederried. Das Viadukt liegt zwischen den Haltestellen Goldswil Dorf und Lindenallee.

## Verschiedenes

### Artenschutz
Während der Sanierungsarbeiten am Goldswil-Viadukt wurden Nisthilfen für Fledermäuse sowie für Mauersegler erstellt. Dass sich Fledermäuse tagsüber in Nischen und Ritzen älterer Häuser aufhalten, ist schon länger bekannt, weshalb es bei Gebäudesanierungen mittlerweile üblich ist, entsprechende Schutzmassnahmen zu ergreifen. Erst vor wenigen Jahren stellte man fest, dass diese Säugetiere teils auch Hohlräume bei Brücken nutzen. Da die Fledermäuse bundesrechtlich geschützt sind, müssen beim Bau, Ausbau, Unterhalt oder einer Sanierung von Verkehrsinfrastrukturbauten nebst den baulichen Aspekten auch die bundesrechtlichen Vorgaben für den Artenschutz berücksichtigt werden.

### Jakobsweg
Als Jakobsweg bezeichnet man eine Vielzahl von Pilgerwegen nach Santiago de Compostela. In der Schweiz gibt es mehrere Routen. Die ViaJacobi genannte Schweizer Wanderroute 4 (eine von sieben nationalen Routen) verläuft vom Bodensee nach Genf. Der Fernwanderweg ist 645 Kilometer lang und in 33 Teilstrecken eingeteilt. Eine der Etappen führt vom Brünigpass entlang des Brienzersees bis nach Interlaken. Dabei unterqueren die Pilger auf ihrer Weitwanderung auch das Goldswil-Viadukt.

### Kunstinstallation

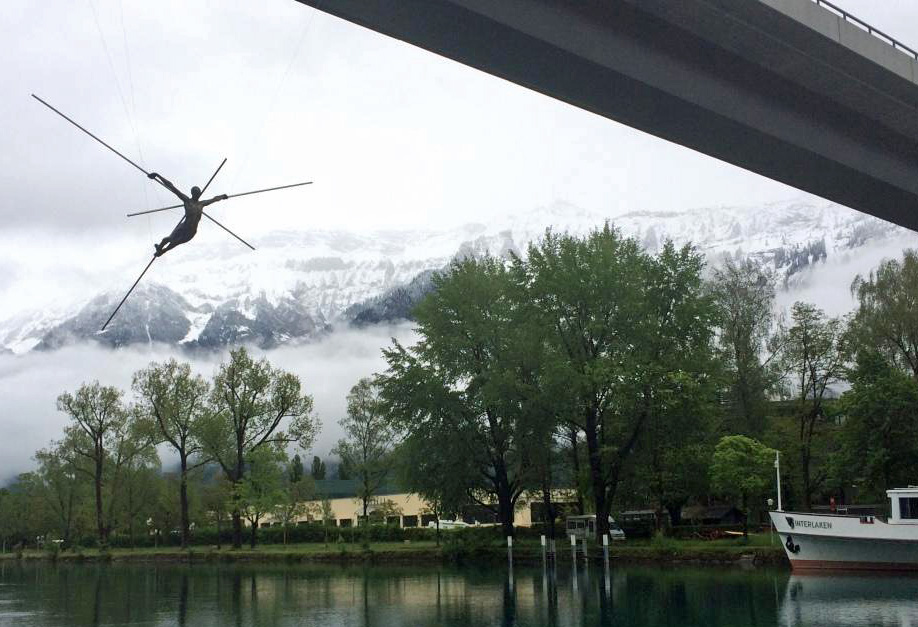
Die am Goldswil-Viadukt befestigte Bronzeskulptur «Grand Archange» scheint frei zu schweben

Von Mai bis Dezember 2016 schwebte die Kunstplastik eines Engels unter dem Goldswil-Viadukt, knapp 10 m unterhalb der Fahrbahn. Es handelte sich dabei um die Bronzestatue Grand Archange des südfranzösischen Künstlers Nicolas Lavarenne. Der sogenannte Grosse Erzengel wurde bereits einmal über der Aare installiert: 1998 unter der Lorrainebrücke in Bern. Für Lavarenne war es ausserdem nicht seine erste Ausstellung in Interlaken. Im Rahmen der «Skulp-Tour 2014» wurden 16 seiner Werke an verschiedenen Standorten auf dem Bödeli platziert.

### Stellplatz für Fahrende
Von September bis November 2014 wurde in der Uferschutzzone unter dem Goldswil-Viadukt ein provisorischer Standplatz für Jenische eingerichtet. Dieser befand sich südlich der Aare auf dem Gemeindegebiet von Interlaken. Der Kanton bezahlte für die Einrichtung des Durchgangsplatzes mit mobiler Toilette, Wasser-, Elektrizitäts- und Kanalisationsanschlüssen insgesamt 12'500 Schweizer Franken. Der Platz, welcher für fünf Fahrzeuge ausgelegt war, wurde jedoch während der gesamten 2,5 Monate nie benutzt, was Fahrende damit begründeten, dass sich die meisten zu dieser Jahreszeit bereits in ihren Winterquartieren befinden würden.